# Gösta Peijne
Nils Gösta Peijne, ursprungligen Pettersson,  född 13 april 1895 i Eskilstuna, död 20 december 1972 i Eskilstuna, var en svensk fotbollsspelare.
Peijne representerade i många år IFK Eskilstuna. Han vann SM-guld med klubben 1921 efter att ha gjort ett mål i finalen mot IK Sleipner, och sedan Allsvenskan hade startat 1924 representerade han IFK Eskilstuna 1924/1925–1928/1929, då klubben degraderades ur serien. Sammanlagt gjorde han 88 allsvenska matcher (2 mål) för klubben.
Åren 1921–1923 spelade Peijne två A-landskamper (inga mål) för Sverige.